# Los Sables
Los Sables este o arie protejată (arie specială de conservare — SAC, sit de importanță comunitară — SCI) din Spania întinsă pe o suprafață de 3,1 ha, integral pe uscat.

## Localizare
Centrul sitului Los Sables este situat la coordonatele 28°48′27″N 17°55′10″W / 28.8074°N 17.9194°V.

## Înființare
Situl Los Sables a fost declarat sit de importanță comunitară în octombrie 1999 pentru a proteja 1 specie de plante. Situl a fost protejat și ca arie specială de conservare în ianuarie 2010.

## Biodiversitate
Situată în ecoregiunea , aria protejată conține 1 habitat natural: Pajiști macaroneziene cu vegetație endemică.
La baza desemnării sitului se află o specie protejată de  plante: Morella rivas-martinezii.